# Elna Mygdal
Elna Mygdal, född 2 juni 1868 i Nørre-Snede, död 1 februari 1940 i Frederiksberg, var en dansk kurator och textilkonstnär.

## Biografi
Mygdal föddes som dotter till prästen Jes Mygdal och hans hustru Charlotte Thorkildsen och intresserade sig tidigt för handarbete. 
Hon utbildade sig i broderi och mönsterritning vid Tegne- og Kunstindustriskolen for Kvinder, där hon från 1891 arbetade som lärare. Ett av hennes arbeten ställdes ut på den nordiska konstutställningen i Köpenhamn år 1888.
Hon studerade vävning och mönsterritning vid John Lennings Väfskola i Norrköping och utexaminerades år 1895 samt  utbildade sig därefter till målare på Kunstakademiets Kunstskole for Kvinder.
På uppmaning av Bernhard Olsen, chef för Dansk Folkemuseum, studerade hon textilhistoria och publicerade en avhandling om danskt vitbroderi år 1898. Hon ritade också damastmönster och kyrkotextilier och höll föredrag om sitt specialintresse hedebosöm.
År 1919 anställdes hon som biträdande kurator på museet. Hon samlade in och dokumenterade folkdräkter och utgav år 1932 ett stort verk om folkdräkter på Amager, Amagerdragter, Vævninger og Syninger. 